# ديرب نجم (مركز)
مركز ديرب نجم، مركز إداري مصري. يقع في محافظة الشرقية الواقعة في جمهورية مصر العربية. القاعدة الإدارية للمركز هي مدينة ديرب نجم.